# Sistemas políticos de la China Imperial

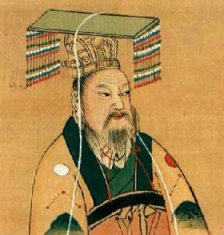
Primer emperador Qin (18 febrero 259 AdC – 10 septiembre 210 AdC)

Los sistemas políticos de la China Imperial comprendían el sistema político central, el sistema político local, y un sistema para selección de funcionarios. Hay tres elementos principales en la historia del sistema político chino imperial: el aumento de la centralización, el desarrollo de la monarquía absoluta, y la estandarización en la selección de funcionarios. Además, están el antiguo sistema de supervisión y los sistemas políticos creados por las minorías étnicas, así como algunos otros sistemas políticos.

## Sistema fundamental: Monarquía centralizada

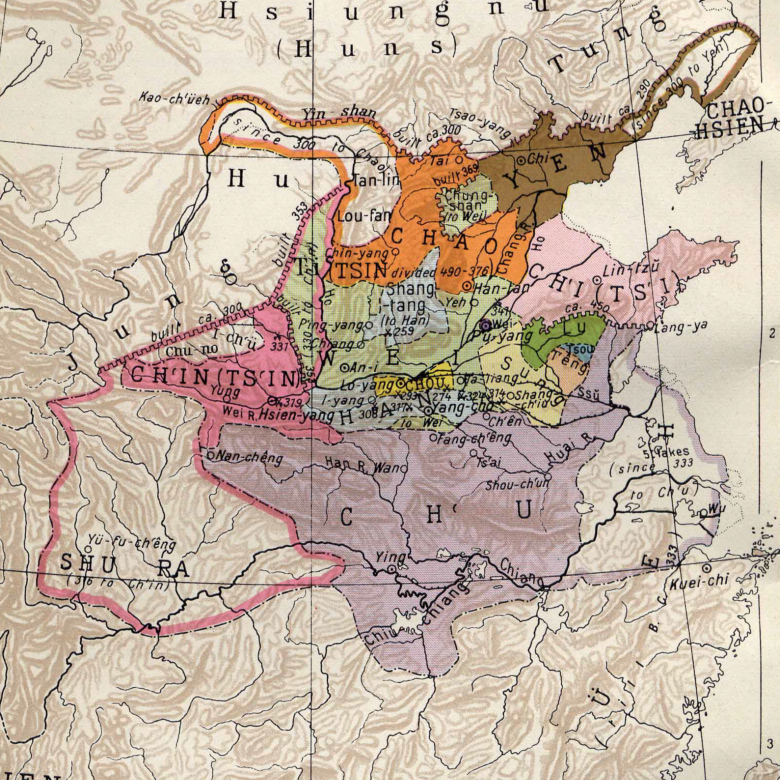
Período de los reinos combatientes (453 a. C. – 221 a. C.)

### Rudimento e implementación
Durante el período de los Reinos combatientes, Han Feizi propuso la creación de una monarquía autocrática centralizada. Durante el mismo período, Shang Yang del estado Qin llevó a cabo reformas políticas. Se puso en funcionamiento el sistema imperial durante la era Qin, como también el sistema de tres Señores (o Excelencias) y nueve Ministros, y el sistema de prefecturas y condados. Se unificaron los sistemas de pesas, medidas, moneda y la escritura. Se quemaron y enterraron libros y eruditos al ser impuesto un estricto control ideológico. Los funcionarios debían ser maestros de la ley.

### Consolidación

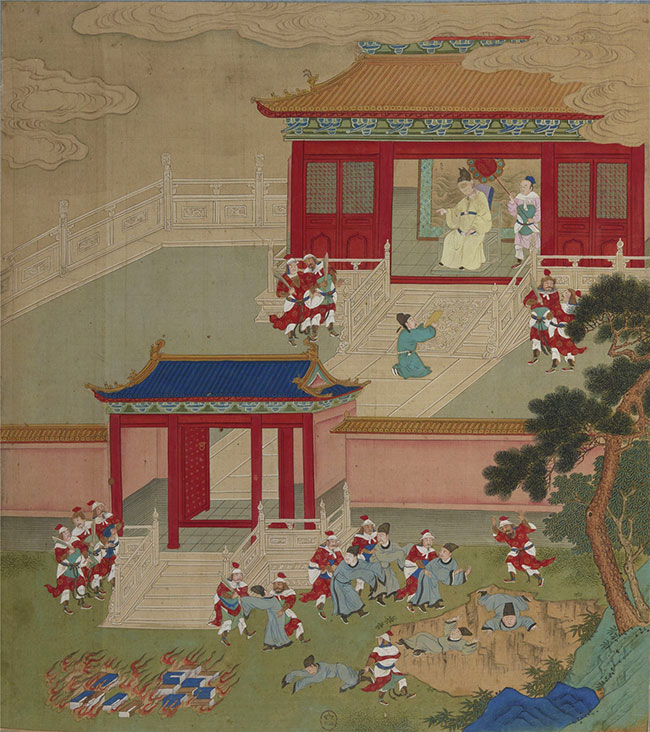
Matanza de los eruditos y quema de libros (pintura china del siglo XVIII).

Para controlar y gestionar el reino, la dinastía Han llevó a cabo el sistema de asesinatos históricos, promulgó un decreto de misericordia y la ley de beneficios suplementarios, y eliminó 100 escuelas de pensamiento, respetando solo el confucianismo. Al implementar el sistema de tres departamentos y seis ministerios, la burocracia feudal formó un sistema completo y riguroso, que debilitó el poder del primer ministro y fortaleció el poder imperial. El establecimiento y la mejora del examen civil imperial amplió la fuente de jóvenes funcionarios gubernamentales. 
- Poder militar centralizado: se eliminó el poder militar de los generales de alto rango y los comandantes locales en el gobierno central, y se designaron tres funcionarios del gobierno para comandar el ejército imperial y controlarse mutuamente con el consejo privado.[6]
- Poder ejecutivo centralizado: los poderes político, militar y financiero de los primeros ministros, los consejeros privados y los tres secretarios dividían el poder del primer ministro.
- Poder financiero centralizado: mediante la instalación de transbordos en cada nivel para gestionar las finanzas locales.
- Poder judicial centralizado: por el gobierno central que envía a funcionarios civiles para servir como funcionarios judiciales locales.

Mediante las medidas anteriores, el emperador dominó los poderes militar, administrativo, financiero y judicial desde el gobierno central hasta el gobierno local, erradicando así el fundamento de la separación vasalla feudal.

### Perfeccionamiento y forma final
En el gobierno central, el sistema ejecutivo de los funcionarios centrales se mejoró durante la dinastía Yuan. Se estableció el Xuanzheng Yuan (la Oficina de Asuntos Budistas y Tibetanos) para dirigir los asuntos religiosos y gobernar la región del Tíbet. A nivel local, se implementó el sistema provincial. A comienzos de la dinastía Ming, se abolió el cargo de primer ministro y el poder se dividió en seis departamentos. El gobierno local implementó la división del poder entre los tres departamentos en funcionamiento. La dinastía Qing siguió el sistema de la dinastía Ming, estableció más oficinas militares, instaló cárceles literarias, fortaleciendo así la centralización del autoritarismo.

## Sistema político central

### Sistema de los Tres Señores y Nueve Ministros
El sistema de los Tres Señores y Nueve Ministros fue un sistema administrativo central adoptado en la antigua China, que oficialmente fue instituido durante la dinastía Qin y posteriormente se desarrolló durante la dinastía Han.
La designación de los tres Señores o Excelencias, hace referencia a los tres funcionarios de más alto rango en el gobierno imperial, a saber:
- el Canciller
- el Secretario Imperial
- el Gran Comandante

Los nueve Ministros eran todos los ministros de importancia en el gobierno central. Ellos eran:
- el Ministro de Ceremonias
- el Supervisor de los Sirvientes
- el Comandante de los Guardias
- el Ministro de Cocheros
- el Comandante de Justicia
- el Gran Heraldo
- el Director del Clan Imperial
- el Gran Ministro de Agricultura
- el Pequeño Tesorero

### Sistema de tres departamentos y seis ministerios
El sistema de los tres señores y los nueve Ministros fue reemplazado por el sistema de tres departamentos y seis ministerios por el Emperador Wen de la dinastía Sui. Los tres departamentos eran Shangshu (Departamento de Asuntos del Estado), Zhongshu (Secretaría) y Menxia (Cancillería). El comité central era responsable por redactar y promulgar los edictos imperiales; las provincias subordinadas eran responsables de examinar y verificar los decretos administrativos; Shangshu era responsable de implementar decretos de estado importantes, y los jefes de las tres provincias eran todos primeros ministros. Los seis ministerios eran funcionarios, alojamientos, ritos, soldados, castigos, y trabajadores. Las tres provincias y los seis ministerios contaban con  divisiones de trabajo y cooperación, y se supervisaban y contenían entre sí, formando de esta manera un sistema estricto y completo de burocracia feudal, mejorando de manera efectiva la administración y reforzando el poder del gobierno central. La separación de los tres poderes debilita el poder del primer ministro y refuerza el poder imperial. Sobre esta base los sistemas oficialmente adoptados por las dinastías Song, Yuan, Ming, y Qing tenían pequeñas adaptaciones sobre esta base.

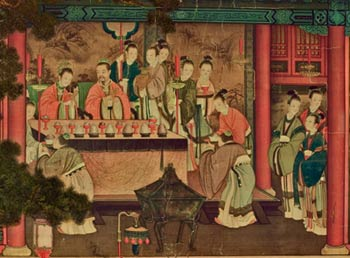
Emperador Wu de Han (30 de julio 157 a. C.– 29 de marzo 87 a. C.)

Primer ministro Wang de Song (8 de diciembre de 1021 – 21 de mayo de 1086)

|                                     |                                     |                                     |                                     |                                               |                                               |                                               |                                               |                                               |                                               |                                               |                                               |                                               |                                               |  |  |                                            |                                            |                                            |                                            | Emperador (皇帝, huángdì)                                              |                                                                        |                                                                        |                                                                        |                                                                        |                                                                        |                                     |                                     |                                     |                                     |  |  |                                       |                                       |                                       |                                       |                                                |                                                |                                                |                                                |                                                |                                                |                                    |                                    |                                    |                                    |  |  |  |  |  |  |  |  |  |  |  |  |  |  |  |  |  |  |  |  |
|                                     |                                     |                                     |                                     |                                               |                                               |                                               |                                               |                                               |                                               |                                               |                                               |                                               |                                               |  |  |                                            |                                            |                                            |                                            |                                                                        |                                                                        |                                                                        |                                                                        |                                                                        |                                                                        |                                     |                                     |                                     |                                     |  |  |                                       |                                       |                                       |                                       |                                                |                                                |                                                |                                                |                                                |                                                |                                    |                                    |                                    |                                    |  |  |  |  |  |  |  |  |  |  |  |  |  |  |  |  |  |  |  |  |
|                                     |                                     |                                     |                                     |                                               |                                               |                                               |                                               |                                               |                                               |                                               |                                               |                                               |                                               |  |  |                                            |                                            |                                            |                                            |                                                                        |                                                                        |                                                                        |                                                                        |                                                                        |                                                                        |                                     |                                     |                                     |                                     |  |  |                                       |                                       |                                       |                                       |                                                |                                                |                                                |                                                |                                                |                                                |                                    |                                    |                                    |                                    |  |  |  |  |  |  |  |  |  |  |  |  |  |  |  |  |  |  |  |  |
|                                     |                                     |                                     |                                     | Cancillería (t 門下省, s 门下省, Ménxiàshěng) | Cancillería (t 門下省, s 门下省, Ménxiàshěng) | Cancillería (t 門下省, s 门下省, Ménxiàshěng) | Cancillería (t 門下省, s 门下省, Ménxiàshěng) | Cancillería (t 門下省, s 门下省, Ménxiàshěng) | Cancillería (t 門下省, s 门下省, Ménxiàshěng) |                                               |                                               |                                               |                                               |  |  |                                            |                                            |                                            |                                            | Departamento de Asuntos del Estado (t 尚書省, s 尚书省, Shàngshūshěng) | Departamento de Asuntos del Estado (t 尚書省, s 尚书省, Shàngshūshěng) | Departamento de Asuntos del Estado (t 尚書省, s 尚书省, Shàngshūshěng) | Departamento de Asuntos del Estado (t 尚書省, s 尚书省, Shàngshūshěng) | Departamento de Asuntos del Estado (t 尚書省, s 尚书省, Shàngshūshěng) | Departamento de Asuntos del Estado (t 尚書省, s 尚书省, Shàngshūshěng) |                                     |                                     |                                     |                                     |  |  |                                       |                                       |                                       |                                       | Secretaría (t 中書省, s 中书省, Zhōngshūshěng) | Secretaría (t 中書省, s 中书省, Zhōngshūshěng) | Secretaría (t 中書省, s 中书省, Zhōngshūshěng) | Secretaría (t 中書省, s 中书省, Zhōngshūshěng) | Secretaría (t 中書省, s 中书省, Zhōngshūshěng) | Secretaría (t 中書省, s 中书省, Zhōngshūshěng) |                                    |                                    |                                    |                                    |  |  |  |  |  |  |  |  |  |  |  |  |  |  |  |  |  |  |  |  |
|                                     |                                     |                                     |                                     | Cancillería (t 門下省, s 门下省, Ménxiàshěng) | Cancillería (t 門下省, s 门下省, Ménxiàshěng) | Cancillería (t 門下省, s 门下省, Ménxiàshěng) | Cancillería (t 門下省, s 门下省, Ménxiàshěng) | Cancillería (t 門下省, s 门下省, Ménxiàshěng) | Cancillería (t 門下省, s 门下省, Ménxiàshěng) |                                               |                                               |                                               |                                               |  |  |                                            |                                            |                                            |                                            | Departamento de Asuntos del Estado (t 尚書省, s 尚书省, Shàngshūshěng) | Departamento de Asuntos del Estado (t 尚書省, s 尚书省, Shàngshūshěng) | Departamento de Asuntos del Estado (t 尚書省, s 尚书省, Shàngshūshěng) | Departamento de Asuntos del Estado (t 尚書省, s 尚书省, Shàngshūshěng) | Departamento de Asuntos del Estado (t 尚書省, s 尚书省, Shàngshūshěng) | Departamento de Asuntos del Estado (t 尚書省, s 尚书省, Shàngshūshěng) |                                     |                                     |                                     |                                     |  |  |                                       |                                       |                                       |                                       | Secretaría (t 中書省, s 中书省, Zhōngshūshěng) | Secretaría (t 中書省, s 中书省, Zhōngshūshěng) | Secretaría (t 中書省, s 中书省, Zhōngshūshěng) | Secretaría (t 中書省, s 中书省, Zhōngshūshěng) | Secretaría (t 中書省, s 中书省, Zhōngshūshěng) | Secretaría (t 中書省, s 中书省, Zhōngshūshěng) |                                    |                                    |                                    |                                    |  |  |  |  |  |  |  |  |  |  |  |  |  |  |  |  |  |  |  |  |
|                                     |                                     |                                     |                                     |                                               |                                               |                                               |                                               |                                               |                                               |                                               |                                               |                                               |                                               |  |  |                                            |                                            |                                            |                                            |                                                                        |                                                                        |                                                                        |                                                                        |                                                                        |                                                                        |                                     |                                     |                                     |                                     |  |  |                                       |                                       |                                       |                                       |                                                |                                                |                                                |                                                |                                                |                                                |                                    |                                    |                                    |                                    |  |  |  |  |  |  |  |  |  |  |  |  |  |  |  |  |  |  |  |  |
| Ministerio de Personal (吏部, Lìbù) | Ministerio de Personal (吏部, Lìbù) | Ministerio de Personal (吏部, Lìbù) | Ministerio de Personal (吏部, Lìbù) | Ministerio de Personal (吏部, Lìbù)           | Ministerio de Personal (吏部, Lìbù)           |                                               |                                               | Ministerio de Finanzas (t 戶部, s 户部, Hùbù) | Ministerio de Finanzas (t 戶部, s 户部, Hùbù) | Ministerio de Finanzas (t 戶部, s 户部, Hùbù) | Ministerio de Finanzas (t 戶部, s 户部, Hùbù) | Ministerio de Finanzas (t 戶部, s 户部, Hùbù) | Ministerio de Finanzas (t 戶部, s 户部, Hùbù) |  |  | Ministerio de Ritos (t 禮部, s 礼部, Lǐbù) | Ministerio de Ritos (t 禮部, s 礼部, Lǐbù) | Ministerio de Ritos (t 禮部, s 礼部, Lǐbù) | Ministerio de Ritos (t 禮部, s 礼部, Lǐbù) | Ministerio de Ritos (t 禮部, s 礼部, Lǐbù)                             | Ministerio de Ritos (t 禮部, s 礼部, Lǐbù)                             |                                                                        |                                                                        | Ministerio de Guerra (兵部, Bīngbù)                                    | Ministerio de Guerra (兵部, Bīngbù)                                    | Ministerio de Guerra (兵部, Bīngbù) | Ministerio de Guerra (兵部, Bīngbù) | Ministerio de Guerra (兵部, Bīngbù) | Ministerio de Guerra (兵部, Bīngbù) |  |  | Ministerio de Justicia (刑部, Xíngbù) | Ministerio de Justicia (刑部, Xíngbù) | Ministerio de Justicia (刑部, Xíngbù) | Ministerio de Justicia (刑部, Xíngbù) | Ministerio de Justicia (刑部, Xíngbù)          | Ministerio de Justicia (刑部, Xíngbù)          |                                                |                                                | Ministerio de Obras (工部, Gōngbù)             | Ministerio de Obras (工部, Gōngbù)             | Ministerio de Obras (工部, Gōngbù) | Ministerio de Obras (工部, Gōngbù) | Ministerio de Obras (工部, Gōngbù) | Ministerio de Obras (工部, Gōngbù) |  |  |  |  |  |  |  |  |  |  |  |  |  |  |  |  |  |  |  |  |

### Sistema de primer ministro

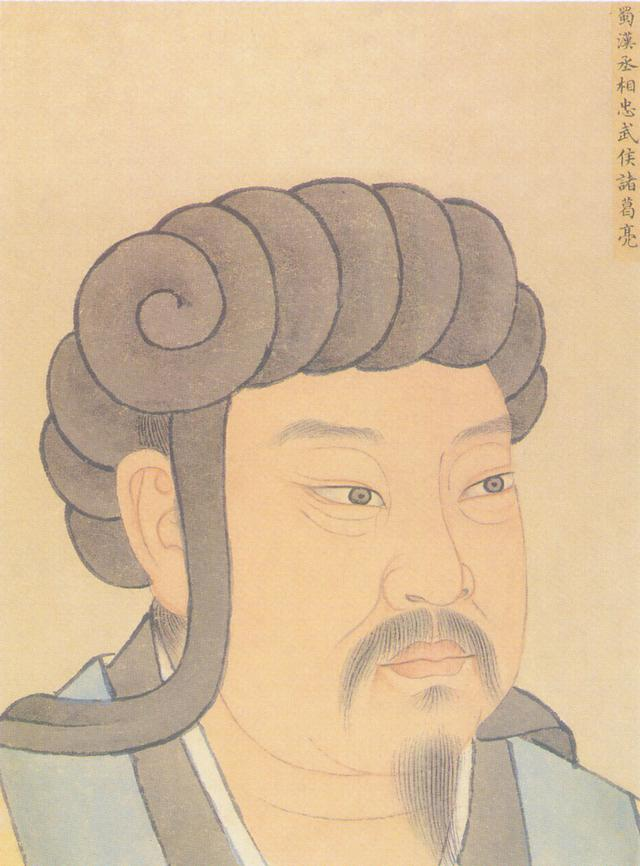
Primer Ministro Zhuge de Shu (181–234)

La dinastía Qin estableció el sistema de tres señores y nueve ministros en el gobierno central. El Emperador Wu de Han reformó el  sistema oficial implementando el sistema utilizado en las dinastías internas y externas y debilitó el poder del primer ministro. El Emperador Guangwu de la dinastía Han expandió el poder del departamento Shangshu. Las dinastías Sui y Tang establecieron el sistema de tres provincias y seis departamentos, dividiendo el poder del primer ministro en tres, en línea con reforzar el poder imperial. En la dinastía Song del norte, bajo los cancilleres, los jefes de ministros eran designados como viceministros para dividir el poder administrativo de los cancilleres. Se designaban secretarios para dividir el poder militar y tres divisiones para dividir el poder financiero. La dinastía Yuan creó la provincia  Zhongshu, con primeros ministros con  funciones y poderes de primeros ministros. La dinastía Ming abolió el cargo de primer ministro y dividió el poder en seis partes. El emperador Yongle organizó un gabinete e implementó un sistema de "voto." Durante la dinastía Qing se establecieron  funcionarios militares, y desaparecieron los restos del sistema de primer ministro, evidencia de que el poder imperial había llegado a su apogeo. De estos cambios, se nota que el emperador dividió y debilitó el poder del primer ministro, gradualmente concentró todos los tipos de poder en sus manos, y así implementó una monarquía autocrática. Entre los primeros ministros se destacan Zhu de Shu, Xiao de Han Occidental y Wang de Song.

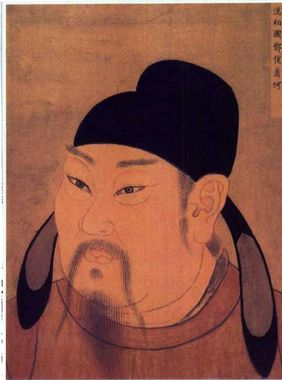
Primer Ministro Xiao de Han Occidental(257–193)

## Sistemas políticos locales

### Sistema de sometimiento
Para consolidar el poder de los dueños de esclavos, los gobernantes de la dinastía Zhou Occidental implementaron políticamente el sistema de vasallos sometidos, lo que permitió a la dinastía Zhou consolidar su dominio y expandir su territorio. Durante los períodos de las Primaveras y Otoños, el sistema se derrumbó gradualmente y fue reemplazado por el sistema de prefecturas y condados, que permaneció en algunas dinastías posteriores.

### Prefectura y sistema de condado
Durante el período de las Primaveras y Otoños y el período de los Reinos Combatientes, la dinastía Qin impuso el sistema de prefecturas y condados, reemplazando así el sistema feudal a nivel nacional, debilitando en gran medida la independencia de las autoridades locales y fortaleciendo la centralización del poder. Esta fue una reforma que hizo época en el sistema administrativo local de China. El sistema de prefecturas y condados se utilizó durante mucho tiempo en la antigua China, con una influencia de gran alcance.

### Sistema de provincia
Al comienzo de la dinastía Han Occidental, el sistema de prefecturas y condados se implementó en áreas locales y, al mismo tiempo, se estableció el sistema de sometimiento. Los condados y los países eran paralelos entre sí, lo que no favorecía la gestión unificada del país, con el riesgo de división. La dinastía Yuan era un país feudal con un vasto territorio en ese momento. Su establecimiento consolidó la unificación del país y aseguró la centralización del poder en el sistema. El sistema provincial de la dinastía Yuan tuvo una influencia de gran alcance en el sistema político de las generaciones posteriores. Desde entonces, el sistema provincial se ha convertido en el órgano administrativo local de China, que fue seguido en las dinastías Ming y Qing y se ha mantenido hasta hoy.
| Unidad administrativa | Título de administrador            | Cita        | Autoridad             |
| --------------------- | ---------------------------------- | ----------- | --------------------- |
| Provincia (州 zhou)   | Gobernador (牧 mu)                 | Central     | Ejecutivo             |
| Provincia (州 zhou)   | Inspector (刺史 cishi)             | Central     | Sin autoridad directa |
| Comandancia (郡 jun)  | Gran administrador (太守 taishou)  | Central     | Ejecutivo             |
| Reino (王國 wangguo)  | Canciller (相 xiang)               | Central     | Ejecutivo             |
| Reino (王國 wangguo)  | Rey (王 wang)                      | Hereditario | Sin autoridad real    |
| Condado (縣 xian)     | Prefecto (令 ling) Jefe (長 zhang) | Central     | Ejecutivo             |

### Sistema de monje
En la dinastía Ming, el Tíbet practicó el sistema de monjes y funcionarios. Debido a que el pueblo tibetano creía en el budismo tibetano, el gobierno Ming utilizó la religión para gobernar al pueblo tibetano, que más tarde se denominó "sistema de monjes".

### Sistema de ocho estandartes

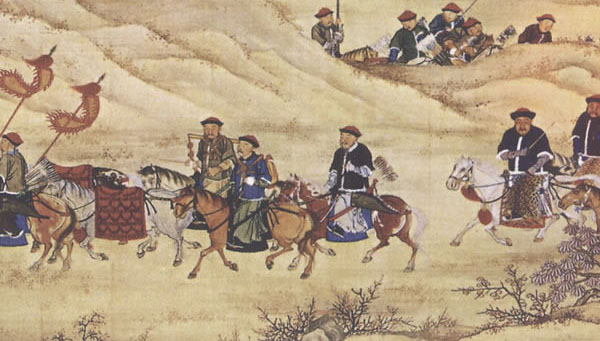
Ocho Estandartes (1615–1701)

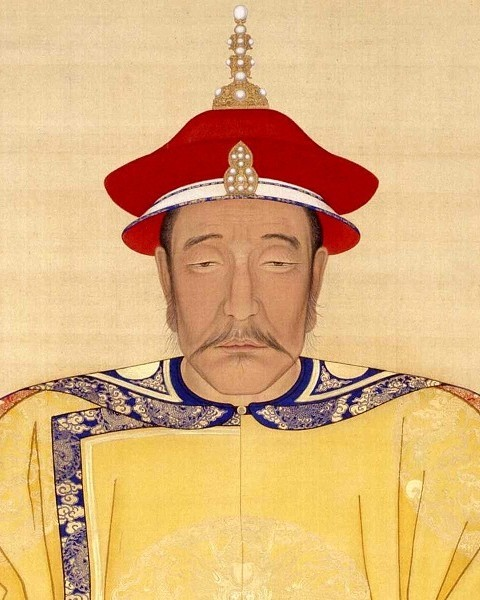
Gobernador Nuzhen Nurhaci (8 de abril de 1559-30 de septiembre de 1626)

El sistema de ocho estandartes fue utilizado a finales de la dinastía Ming cuando Yurchen gobernaba Nurhaci. El sistema se inspiraba en la organización militar  Jurchen, controlado por el aristócrata, con los militares ejerciendo tres funciones: gestión administrativa, organización de la producción, y un sistema de gestión administrativa, para promover el desarrollo de la sociedad Nuzhen. El ejército de ocho estandartes jugó un papel importante en la unificación de China en la dinastía Qing. Sin embargo, con el advenimiento del capitalismo occidental, la corrupción del propio ejército de los ocho estandartes y la disminución gradual de su efectividad en el combate, el ejército de Hunan y el ejército de Huai, que se levantaron en el proceso de represión del Reino Celestial Taiping, tuvieron un gran impacto en él.

### Burocratización de oficiales nativos
La dinastía Ming siguió el gobierno de la dinastía Yuan en las áreas minoritarias del suroeste, donde se implementó el sistema de caciques. Estos caciques en poder de las minorías locales tenían autonomía sobre la administración de las áreas bajo su jurisdicción, y podían ser hereditarios y tenían un gran poder, que gradualmente se transformó en una fuerza separatista.

## Sistema de selección oficial

### Evolución del sistema de selección de funcionarios

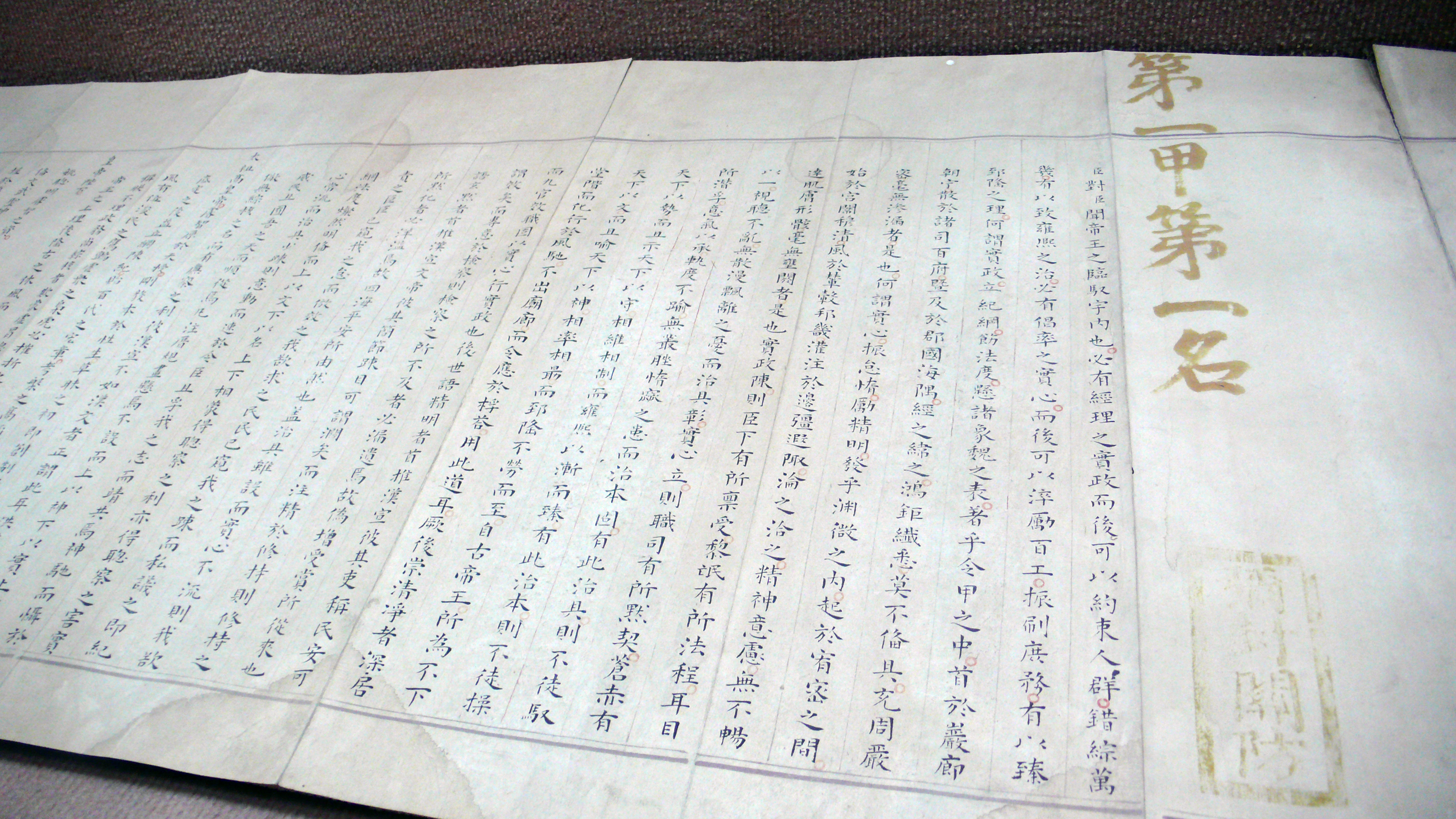
Modelo de examen imperial durante la dinastía Ming en 1598 d. C.

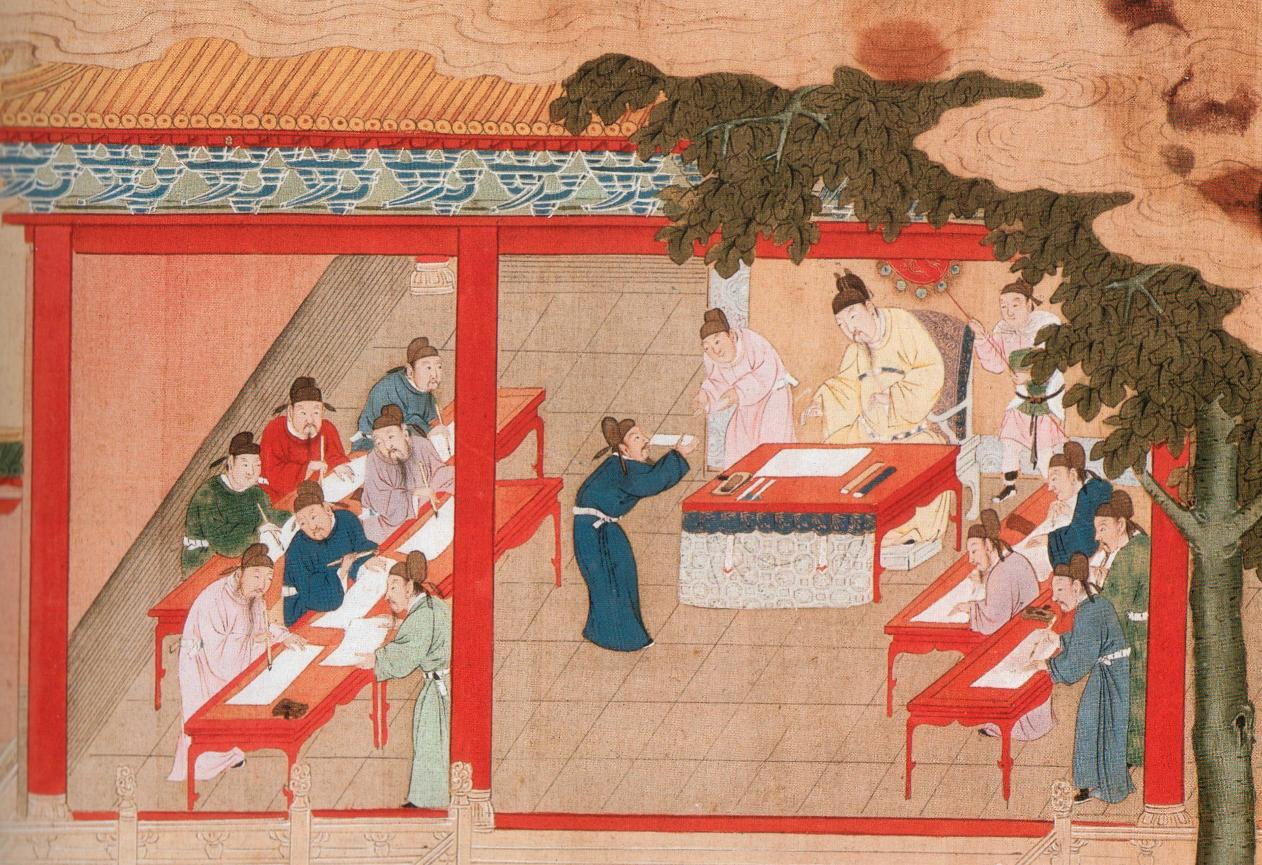
El emperador recibe a un candidato a funcionario durante el examen de palacio.

La selección de funcionarios en base a sus antecedentes familiares se convirtió gradualmente en un proceso de selección basado en el talento de las personas, mientras que el método de selección por selección gradualmente se fue transformando en un examen público. El mecanismo de selección basado en el talento luego se institucionalizó y volvió más riguroso.
| Licenciatura                   | Rangos | Examen             | Frecuencia del examen      |
| ------------------------------ | --- | ------------------ | -------------------------- |
| Niño estudiante (Tongsheng)    | | Condado/Prefectura | Anual (febrero/abril)      |
| Miembro estudiante (Shengyuan) | Estudiante de granero (primera clase) Estudiante expandido (segunda clase) Estudiante adjunto (tercera clase)       | Universidad        | Cada tres años (dos veces) |
| Hombre recomendado (Juren)     | Mejor examinado escoltado (primer rango)                                                                            | Provincial         | Cada tres años             |
| Erudito tributo (Gongshi)      | Mejor examinado de la conferencia (primer rango)                                                                    | Metropolitano      | Cada tres años             |
| Erudito avanzado (Jinshi)      | Autor de la tesis superior (primer rango) Ojos colocados al costado (segundo rango) Ladrón de flores (tercer rango) | Palacio            | Cada tres años             |

## Sistemas de supervisión imperiales

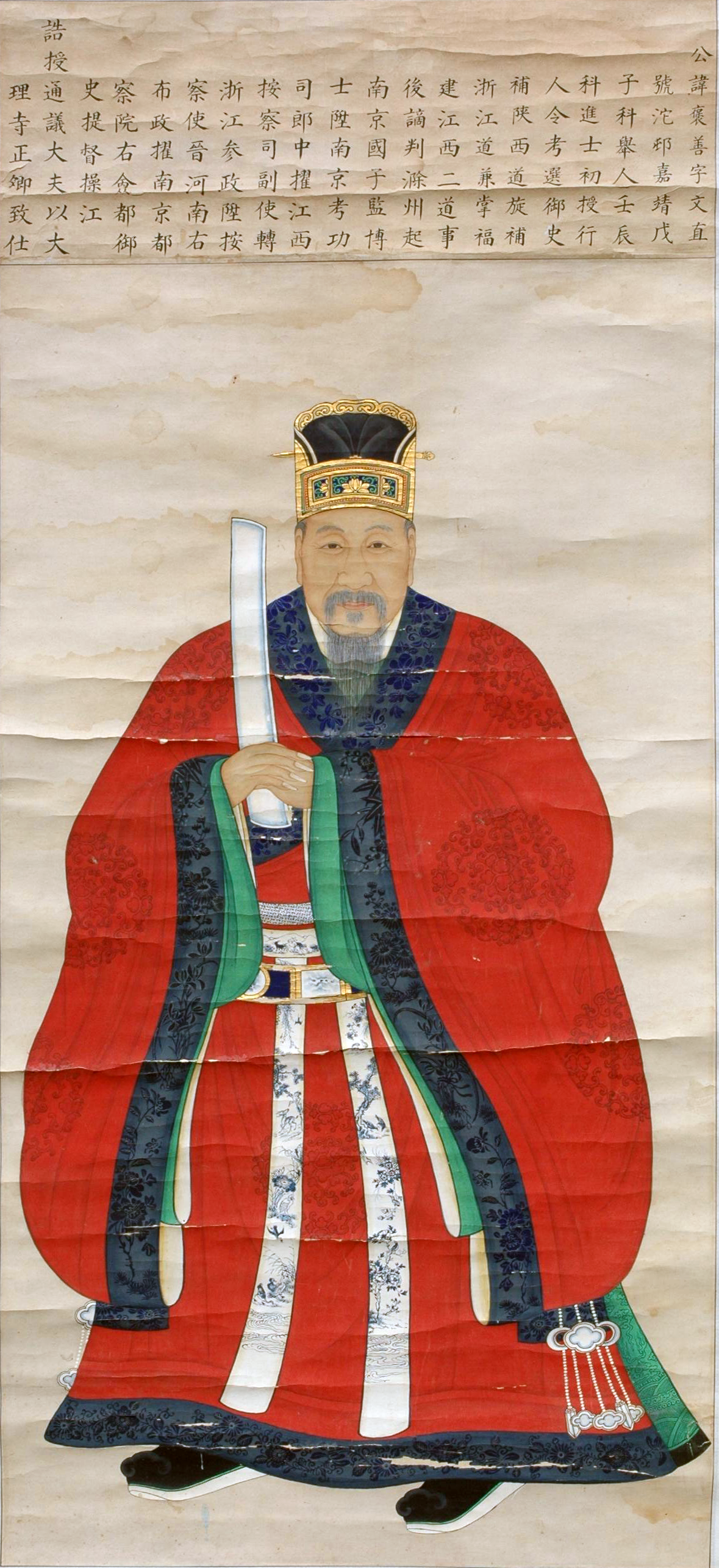
Supervisor Shi de Ming (1499–1562)

### Dinastía Qin
El gobierno central estableció el historiador imperial, mientras que el gobierno local estableció el supervisor imperial.

### Dinastía Han occidental
El emperador Wudi de la dinastía Han estableció 13 prefecturas como área de supervisión y estableció el departamento de historia provincial para la supervisión.

### Dinastía Han oriental
Se fortaleció aún más el poder de supervisión del gobernador provincial y se aumentaron gradualmente el poder administrativo local y el poder militar. Al final de la dinastía Han del Este, el gobernador provincial se convirtió en el oficial político y militar más alto de la localidad.

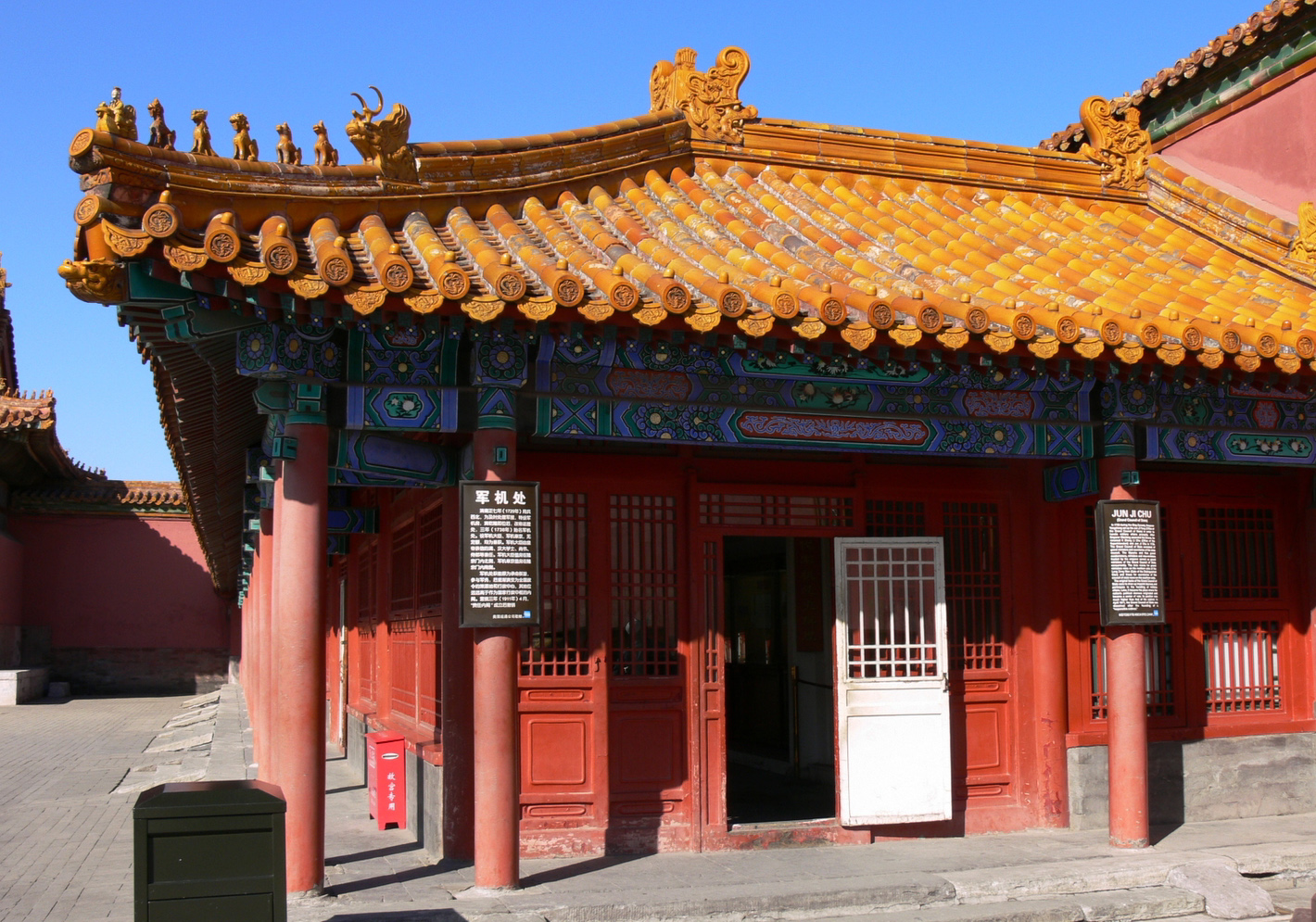
Departamento de Investigación Criminal, dinastía Ming (1368–1644)

### Dinastía Song del norte
Había un tribunal general para supervisar las prefecturas, que podía informar directamente al emperador.

### Dinastía Ming
El gobierno local estableció el departamento de investigación criminal para administrar la supervisión y la justicia locales. Además, la fábrica también estableció una agencia de espionaje para monitorear a los funcionarios y civiles en todos los niveles.

## Sistemas políticos creados por minorías étnicas
El sistema de tierra uniforme, la modulación de la renta, el sistema militar del gobierno, el sistema de división y gobierno de Fan-Han, la paz y la moderación feroces, el sistema provincial, el sistema de ocho banderas son sistemas críticos creados por minorías étnicas que se mencionarán en la historia.

## Otros sistemas políticos críticos en la antigua China

### Sistema de abdicación
Al final de la sociedad primitiva, la elección democrática de los líderes de las alianzas tribales se llevó a cabo dentro del círculo de las familias nobles. No es sólo el reflejo de la propiedad pública primitiva en la política, sino también la señal del colapso de la sociedad primitiva.

### Sistema hereditario
Un sistema hereditario con su privatización distintiva encarna el progreso significativo de la sociedad:V

### Sistema patriarcal
Desde la dinastía Zhou Occidental, el sistema de clanes patriarcales era un sistema en el que la relación de herencia y el título estaban determinados por la relación de sangre y el estado civil. El sistema de clanes patriarcales y el sistema de privilegios formado por el sistema patriarcal tuvo una influencia de gran alcance en las generaciones posteriores.

### Sistema de la nobleza
La nobleza se desarrolló a partir de los terratenientes poderosos y pertenecía al estrato privilegiado de la clase terrateniente. El sistema de la nobleza se formó durante las dinastías Wei y Jin. Era un sistema plagado de corrupción que seleccionaba a los funcionarios según el nivel de sus antecedentes familiares.